# Vladimír Kampf
Vladimír Kampf (6. června 1966) je slovenský fotograf. Původně lodník, později novinář. Laureát několika významných cen (naposledy plexisklový hranol, který mu udělili v dubnu 2005 v Japonsku).
Žije v Dechticích. V japonské prefektuře Aichi se na výstavě Expo 2005 představil svým dílem.

## Život
Jedním z nejsilnějších momentů v jeho profesionální kariéře prý bylo, když byl během přípravy reportáže svědkem tragédie uhlíře v Maďarsku. Nevěděl jsem, co chce dělat. Strčil hlavu do sudu a já jsem si myslel, že se jde umýt. Fotil jsem tedy. Když se však ani po dvaceti minutách nevynořil, začal jsem mít pocit, že je zle a přestal jsem fotit, vzpomíná. Právě za fotografii topícího se uhlíře nakonec získal v Japonsku nejvyšší ocenění.

## Charakteristika
"Vždy jsem se chtěl podobat slavnému českému fotografovi Janu Šibíkovi. Zmoudřel jsem však a pochopil, že jeho kvality nikdy nedosáhnu. Budu rád, pokud se alespoň přiblížím kvalitám známého fotoreportéra Michala Čapkoviče, s nímž jsem měl čest několik let osobně spolupracovat. Hodně mi to dalo," říká fotograf, jehož dílo (jak sám říká) dávno přerostlo i jeho samého.
Nejraději se charakterizuje jako přítel bezdomovců. Pomoci sociálně potřebným lidem obětoval mnoho času, nerad ale o tom mluví. Vladimír Kampf je málo výmluvný, mluví především prostřednictvím svých fotografií.